# Campeonato Europeo de Gimnasia Artística de 2005
El I Campeonato Europeo de Gimnasia Artística Individual se celebró en Debrecen (Hungría) entre el 2 y el 5 de junio de 2005 bajo la organización de la Unión Europea de Gimnasia (UEG) y la Federación Húngara de Gimnasia.
Las competiciones se realizaron en el Pabellón Főnix de la ciudad húngara.

## Resultados

### Masculino
| Evento                 | Oro                                                                | Plata                                  | Bronce                                                           |
| ---------------------- | ------------------------------------------------------------------ | -------------------------------------- | ---------------------------------------------------------------- |
| Concurso completo ind. | Rafael Martínez · España · 55,350 pts.                             | Răzvan Șelariu · Rumania · 55,237 pts. | Denis Savenkov · Bielorrusia · 54,948 pts.                       |
| Suelo                  | Marian Drăgulescu · Rumania · 9,637                                | Răzvan Șelariu · Rumania · 9,487       | Róbert Gál · Hungría · 9,387                                     |
| Caballo con arcos      | Krisztián Berki · Hungría · 9,775                                  | Marius Urzică · Rumania · 9,762        | Nikolai Kriukov · Rusia · 9,650                                  |
| Anillas                | Andrea Coppolino · Italia · Yuri van Gelder · Países Bajos · 9,712 | —                                      | Alexandr Safoshkin · Rusia · 9,675                               |
| Salto de potro         | Jevgēņijs Saproņenko Letonia 9,693                                 | Filip Yanev Bulgaria 9,593             | Jeffrey Wammes · Países Bajos · Răzvan Șelariu · Rumania · 9,568 |
| Paralelas              | Manuel Carballo · España · 9,712                                   | Yann Cucherat Francia 9,587            | Mitja Petkovšek Eslovenia 9,537                                  |
| Barra fija             | Fabian Hambüchen · Alemania · 9,750                                | Igor Cassina · Italia · 9,737          | Valeri Goncharov · Ucrania · 9,687                               |

### Femenino
| Evento                 | Oro                                | Plata                                 | Bronce                                 |
| ---------------------- | ---------------------------------- | ------------------------------------- | -------------------------------------- |
| Concurso completo ind. | Marine Debauve Francia 37,098 pts. | Anna Pavlova · Rusia · 37,074 pts.    | Yuliya Lozhechko · Rusia · 36,749 pts. |
| Salto de potro         | Francesca Benolli · Italia · 9,412 | Anna Pavlova · Rusia · 9,312          | Aagje Vanwalleghem · Bélgica · 9,193   |
| Barras asimétricas     | Émilie Le Pennec Francia 9,687     | Tania Gener · España · 9,562          | Dariya Zgoba · Ucrania · 9,500         |
| Barra                  | Cătălina Ponor · Rumania · 9,737   | Marine Debauve Francia 9,487          | Anna Pavlova · Rusia · 9,325           |
| Suelo                  | Isabelle Severino Francia 9,575    | Suzanne Harmes · Países Bajos · 9,375 | Émilie Le Pennec Francia 9,337         |

## Medallero
| Núm. | País         | Oro | Plata | Bronce | Total |
| ---- | ------------ | --- | ----- | ------ | ----- |
| 1    | Francia      | 3   | 2     | 1      | 6     |
| 2    | Rumania      | 2   | 3     | 1      | 6     |
| 3    | España       | 2   | 1     | 0      | 3     |
| 3    | Italia       | 2   | 1     | 0      | 3     |
| 5    | Países Bajos | 1   | 1     | 1      | 3     |
| 6    | Hungría      | 1   | 0     | 1      | 2     |
| 7    | Alemania     | 1   | 0     | 0      | 1     |
| 7    | Letonia      | 1   | 0     | 0      | 1     |
| 9    | Rusia        | 0   | 2     | 4      | 6     |
| 10   | Bulgaria     | 0   | 1     | 0      | 1     |
| 11   | Ucrania      | 0   | 0     | 2      | 2     |
| 12   | Bélgica      | 0   | 0     | 1      | 1     |
| 12   | Bielorrusia  | 0   | 0     | 1      | 1     |
| 12   | Eslovenia    | 0   | 0     | 1      | 1     |
|      | TOTAL        | 13  | 11    | 13     | 37    |